# اسفندیار اختیاری
اسفندیار اختیاری کَسنویه یزد (زاده ۱۳۴۵ در یزد) سیاستمدار اهل ایران است. وی نماینده زرتشتیان ایران در مجلس شورای اسلامی از سال ۱۳۸۷ تا سال ۱۴۰۳ است.
وی در رشته مهندسی فناوری نساجی موفق به دریافت مدرک دکتری از دانشگاه صنعتی امیر کبیر گردیده‌است.
وی دارای مدرک مدیریت پروژه پیشرفته (P.M.P)و همچنین گواهینامه خلبانی (.C.P.L. -U.L) است.
مقالات و اختراعات بسیاری از ایشان به ثبت رسیده‌است.
وی توانست در انتخابت دهمین دوره مجلس شورای اسلامی با کسب ۶۰درصد آرا، برای سومین بار به عنوان نماینده ایرانیان زرتشتی در مجلس شورای اسلامی انتخاب شود.
در یازدهمین دوره انتخابات مجلس شورای اسلامی، وی به عنوان تنها نامزد انتخاباتی شرکت داشت که با ۱۰۰٪ آرا توانست برای چهارمین بار به عنوان نماینده ایرانیان زرتشتی در مجلس شورای اسلامی انتخاب شود.
وی که پدر دانش بنیان ایران می نامند و پس از شانزده سال حضور در مجلس به عنوان نمایندۀ ایرانیان زرتشتی و طراح اصلی قوانین شرکت های دانش بنیان، به دلیل “عدم التزام عملی به نظام مقدس جمهوری اسلامی ایران” و “عدم ابراز وفاداری به قانون اساسی” توسط شورای نگهبان رد صلاحیت شد.
از مهمترین دلایل رد صلاحیت وی برای دورۀ دوازدهم مجلس، می‌توان به بیانیه‌ها و نامه‌های اعتراضی وی نسبت به افراد و یا حوادث ناگوار اشاره کرد. مثلا نامه اعتراضی به اظهارات امام جمعه و نماینده ولی فقیه در استان اصفهان در مورد دوگانه پرست خواندن زرتشتیان، او در این نامه اعتراضی بر یکتاپرستی زرتشتیان تاکید کرد، یا اعتراض به سردار نقدی که هخامنشیان را سلسله‌ای پلید نامیده بود، وی در آن نامه گفت که نقوش تخت جمشید همه نشانه پاکی و بزرگی است. وی نامه‌ای هم  به شورای عالی امنیت ملی بعد از برخی سخنان ناروای عده‌ای در مورد زرتشتیان نوشته بود و خواستار جلوگیری از طرح سخنان تفرقه افکنانه، غیرقانونی و غیراخلاقی در این زمینه شد.  نامه به شهردار وقت خرمشهر به دلیل "همایش نقد و بررسی فرقه های ضاله" که در آن از دین زرتشتی به نام فرقه ضاله نام برده شده بود و اختیاری به آن واکنش نشان داد نیز از این دست موارد است.   از دیگر جمله اعتراضی که  نسبت به اظهارات مجری تندرو صداو سیما بعد از فوت فردوس کاویانی هنرمند زرتشتی از خود نشان داد و گفت : "فردوس کاویانی یک ایرانی زرتشتی بود، اما هم نداشت ".
اما یکی از اقدامات وی که بیشتر مورد توجه قرار گرفته است، نامه او پس از کشته شدن مهسا امینی بود او در آن نامه اعتراضی خواستار برخورد با مسببان این اتفاق برای شادروان مهسا امینی شده بود او در بخشی از این نامه نوشت: «فاجعه از دست دادن مهسا فرزند ایران زمین، غیر قابل قبول و غیر قابل تحمل است. این رخداد تلخ و غم انگیز را به نمایندگی از سوی زرتشتیان، آرامش باد می‌گویم.
از پروردگار یکتا و بی همتا برای همه ایرانیان بخصوص بانوان این مرز و بوم و خانواده امینی بزرگ، شکیبایی پذیرش این درد بزرگ را آرزومندم و بدیهی است که برخورد قضایی و اشد مجازات برای مقصران این حادثه نابخشودنی، حداقل خواسته ایرانیان است.»

## سوابق تحصیلی

### مدارک
- دکترای مهندسی تکنولوژی نساجی (.Ph.D. , M.Sc. , B.Sc)
- کارشناسی ارشد حقوق عمومی (M.L)
- مدیریت پروژه پیشرفته (P.M.P)
- گواهینامه خلبانی (.C.P.L. -U.L)

### دوره‌ها
- مدیریت استراتژیک (Strategic Management)
- مدیریت تکنولوژی (Technology Management)
- مدیریت فناوری اطلاعات ارتباطات (I.T. Management) و مباحث مربوط به مدیریت دانش (Knowledge Management)

## سوابق آموزشی

### تدریس
مدیریت دانش - فناوری اطلاعات و ارتباطات (I.C.T.) - کارآفرینی - ایجاد کسب و کار کوچک- خلاقیت و نوآوری - مدیریت تولید - مدیریت پروژه- مدیریت فن آفرینی - کنترل - حقوق عمومی - نظام های انتخاباتی - تجزیه و تحلیل داده‌ها و دروس تخصصی

## سوابق اجرایی
- ۱۴۰۴-اکنون: معاون سیاستگذاری و توسعه، معاون علمی، فناوری و اقتصاد دانش بنیان رئیس جمهور - ریاست جمهوری
- ۱۴۰۳-اکنون: مشاور معاون علمی، فناوری و اقتصاد دانش بنیان رئیس جمهور - ریاست جمهوری
- ۱۳۸۷-۱۴۰۳: نماینده ایرانیان زرتشتی - مجلس شورای اسلامی[۱۹]
- ۱۳۸۷-۱۴۰۳: رئیس کمیته پژوهش و فناوری - مجلس شورای اسلامی
- ۱۴۰۱-۱۴۰۳: ناظر در شورای راهبری فناوری ها و تولیدات دانش بنیان - مجلس شورای اسلامی
- ۱۳۹۷-۱۴۰۳: رئیس فراکسیون هوا فضا و هوانوردی - مجلس شورای اسلامی
- ۱۳۹۶-اکنون: رئیس پردیس علم و فناوری - پردیس علم و فناوری
- ۱۳۹۶-اکنون: رئیس مرکز هوانوردی پردیس - سازمان هواپیمایی کشوری
- ۱۳۹۳-اکنون: رئیس موزه تاریخ و فرهنگ زرتشتیان(مارکار)- وزارات میراث فرهنگی، صنایع دستی و گردشگری
- ۱۳۹۲-اکنون: دبیر و عضو موسس جشنواره علمی زنده یاد دکتر مینا ایزدیار
- ۱۳۹۱-اکنون: عضو ستاد اجرایی قانون حمایت از شرکت های دانش بنیان - ریاست جمهوری
- ۱۳۹۱-اکنون: رئیس گروه پژوهشی یادگار باستان - وزارت علوم، تحقیقات و فناوری
- ۱۳۹۱-اکنون: عضو حقیقی ستاد توسعه فناوری هوا و فضا - ریاست جمهوری
- ۱۳۹۰-اکنون: خلبان هواپیما و هلیکوپترهای فوق سبک - سازمان هواپیمایی کشوری
- ۱۳۸۷-اکنون: عضو هیئت امنای فناوری کشور - وزارت علوم، تحقیقات و فناوری
- ۱۳۸۷-اکنون: عضو کمسیون دائمی فناوری کشور - وزارت علوم، تحقیقات و فناوری
- ۱۳۸۷-اکنون: عضو شورای برنامه‌ریزی آموزشی - وزارت علوم، تحقیقات و فناوری
- ۱۳۸۷-اکنون: عضو بنیاد ملی نخبگان - ریاست جمهوری
- ۱۳۸۷-اکنون: صاحب امتیاز و مدیر مسئول ماهنامه پارس نامه- وزارت فرهنگ و ارشاد اسلامی[۲۰]
- ۱۳۸۶-اکنون: دبیر پردیس دانش مارکار - استان یزد
- ۱۳۸۶-اکنون: عضو هیئت مدیره باشگاه جهاندیدگان زرتشتی - استان یزد
- ۱۳۸۳-اکنون: عضو شورای پارک - پارک علم و فناوری یزد
- ۱۳۸۳-اکنون: عضو انجمن نانو فناوری ایران - انجمن نانو فناوری ایران
- ۱۳۸۳-اکنون: عضو انجمن مخترعان ایران - انجمن مخترعان ایران
- ۱۳۸۲-اکنون: عضو هیئت علمی - دانشگاه یزد
- ۱۴۰۱ طراح اصلی قانون جهش تولید دانش بنیان - مجلس شورای اسلامی
- ۱۳۹۱ عضو هیئت مؤسس گروه پژوهشی یادگار باستان - وزارت علوم، تحقیقات و فناوری
- ۱۳۹۷ چهره برجسته زرتشتیان ایران و جهان - فدراسیون انجمن های زرتشتیان
- ۱۳۸۹ طراح اصلی قانون حمایت از شرکت های دانش بنیان - مجلس شورای اسلامی
- ۱۳۸۷ فرهیخته برجسته جامعه زرتشتي - انتخاب توسط وزارت فرهنگ و ارشاد اسلامی (بدون چالش رقابتي)
- ۱۳۸۶ پژوهشگر نمونه دانشگاه - دانشگاه یزد
- ۱۳۸۶ مدیر برجسته و حامی صنعت IT - استان یزد
- ۱۳۸۵ استاد نمونه دانشگاه - دانشگاه یزد
- ۱۳۸۴ استاد نمونه دانشگاه - دانشگاه یزد
- ۱۳۸۳ استاد نمونه دانشگاه - دانشگاه یزد
- ۱۳۸۲ عضو هیئت مؤسس انجمن نخبگان یزد - پارک علم و فناوری یزد
- ۱۳۸۲ دبیر سومین همایش مدیران پارکها و مراکز رشد کشور - پارک علم وفناوری یزد
- ۱۳۹۹–۱۳۹۷ ناظر در شورای عالی علوم، تحقیقات و فناوری - مجلس شورای اسلامی
- ۱۳۹۹–۱۳۹۵ عضو شورای سیاستگذاری و پژوهش مرکز پژوهش ها - مجلس شورای اسلامی
- ۱۳۸۷–۱۳۸۳ عضو شورای اجرائی فناوری اطلاعات و ارتباطات استان - استانداری یزد
- ۱۳۸۶–۱۳۸۰ مدیر گروه - پارک علم و فناوری یزد
- ۱۳۸۶–۱۳۸۱ معاون فناوری - پارک علم و فناوری یزد
- ۱۳۸۶–۱۳۸۲ دبیر و مؤسس جشنواره ملی ایده‌های برتر و نمایشگاه ملی ابتکارات و اختراعات کشور
- ۱۳۸۶–۱۳۸۴ عضو هیئت اجرائی طرح تکفا- سازمان مدیریت و برنامه‌ریزی کشور
- ۱۳۸۶–۱۳۸۳ سرپرست مرکز فناوری اقبال - پارک علم و فناوری یزد
- ۱۳۸۵–۱۳۸۲ عضو کمیته اجرایی تدوین برنامه استراتژی تحقیقات دانشگاه یزد - دانشگاه یزد
- ۱۳۸۴–۱۳۸۳ رئیس مرکز کارآفرینی و استعدادهای درخشان - دانشگاه یزد
- ۱۳۸۳–۱۳۸۱ سرپرست تحصیلات تکمیلی دانشکده - دانشگاه یزد
- ۱۳۸۳–۱۳۸۰ مدیر کل امور پژوهشی - دانشگاه یزد
- ۱۳۸۳–۱۳۸۲ رابط دانشگاه یزد در اتحادیه دانشگاه‌های جنوب کشور - دانشگاه یزد
- ۱۳۸۳–۱۳۸۱ نماینده ویژه دانشگاه یزد در برنامه تکفا - دانشگاه یزد
- ۱۳۸۰–۱۳۶۸ مدرس - دانشگاه صنعتی امیرکبیر
- ۱۳۸۱–۱۳۷۹ عضو هیئت امنای جامعه فارغ التحصیلان - دانشگاه صنعتی امیرکبیر
- ۱۳۷۵–۱۳۷۳ معاون دانشکده - دانشگاه یزد
- ۱۳۷۵–۱۳۶۸ مدیر عامل، مدیر پروژه و مدیر کارخانجات صنعتی
- ۱۳۷۲–۱۳۶۳ عضو و دبیر کانون دانشجویان زرتشتی - کانون دانشجویان زرتشتی
- ۱۳۷۲–۱۳۵۶ عضو سازمان و باشگاه جوانان زرتشتی یزد - سازمان و باشگاه جوانان زرتشتی یزد
- ۱۳۶۵–۱۳۶۲ عضو کلاس گاتها (گاتها پویان یزد)- استان یزد
- ۱۳۶۷–۱۳۵۸ عضو تیم بسکتبال نوجوانان، جوانان و بزرگسالان - استان یزد
- ۱۳۶۴ قهرمان پرتاب پنالتی بسکتبال ایران
- ۱۳۶۴ عضو تیم منتخب جوانان بسکتبال ایران
- دارای کارت مربیگری و داوری فدراسیون بسکتبال ایران
- قهرمانی در چندین دوره مسابقات بسکتبال کشوری، استانی و جام های زرتشتی

## سوابق پژوهشی

### مقالات
۶۹ مقاله چاپ شده  ( در سايت گوگل اسكولار به آدرسhttps://scholar.google.com/citations?user=NHX2xc8AAAAJ&hl=en  دوازده عدد)  در مجله‌ها و کنفرانس‌های علمی معتبر ایران و جهان

### ثبت اختراع
۸ ثبت اختراع در داخل و خارج کشور

### طرح پژوهشی
۹ طرح پژوهشی در رابطه با مسائل و مشکلات علمی، اجرائی و ملی